# Uzlovói
Uzlovói (del ruso: Узловой) es un jútor del raión de Mostovskói del krai de Krasnodar, en el Cáucaso de Rusia. Se encuentra situada en la desembocadura del río Baj, afluente del río Jodz, de la cuenca del río Kubán, 34 km al sudoeste de Mostovskói y 163 km al sudeste de Krasnodar, capital del krai. Tenía 431 habitantes en 2010.
Pertenece al municipio Bágovskoye.